# Тамна страна среће
Тамна страна среће је први соло студијски албум репера Сивила. Објављен је 1. јула 2013. под окриљем издавачке куће Басивити диџитал на компакт-диску и електронском облику.
Сивило је својим првенцем побрао симпатије критичара и публике. Посебно су хваљени текстови. Према подацима Јутјуба, песма „Јебао вас тренд” (гост: Струка), у којој критикује популарну културу, и „Молим ђаволе”, која представља његов монолог с унутрашњим демонима, стекле су велику популарност. Познати амерички репер Рејквон је матрицу са Сивиловог албума искористио за своју песму.
Сивило је на свом албуму као ретко ко успео да окупи уважене репере из региона као што су Бдат Џутим, Струка и група ВИП.

## Позадина
Сивило је почео да ради на овом албуму 2010. Он је сам радио музику и текст за скоро све песме. Помоћ у вези с музиком му је пружао Цоби који је и продуцент овог албума.

## Опште информације
После често оспориваног почетка каријере Сивила, с овим албумом је добио потшовање што од критичара што публике. Према његовом сведочењу, овај албум је „пут од дна ка врху, кроз бројне препреке, гдје сви тежимо срећи и добру.”
Према писању Мај пипл портала Тамна страна среће је најбољи хипхоп албум на овим просторима 2013.
Недуго после објављивања албума, амерички репер Рејквон из чувене групе Ву-тенг клан семпловао је делове матрице Сивилове песме „Добру вољу ловимо” за своју песму „Bet That”.

## Списак песама
| №   | Назив                                | Трајање |  |
| 1.  | Радо бих                             | 2:44    |  |
| 2.  | Времеплов                            | 3:35    |  |
| 3.  | Добру вољу ловимо (feat. Бдат Џутим) | 4:50    |  |
| 4.  | Више од другова                      | 3:47    |  |
| 5.  | Само да знаш                         | 3:30    |  |
| 6.  | Постати човјек                       | 1:25    |  |
| 7.  | Комплекс                             | 4:34    |  |
| 8.  | М. А. Л. А.                          | 3:21    |  |
| 9.  | Јебао вас тренд (feat. Струка)       | 5:16    |  |
| 10. | Менталитет                           | 4:47    |  |
| 11. | Крај приче (feat. Ајла)              | 4:43    |  |
| 12. | Постати легенда                      | 0:42    |  |
| 13. | Сам против свих                      | 4:53    |  |
| 14. | Године када смо се вољели            | 6:26    |  |
| 15. | Недодирљив (feat. ВИП)               | 5:00    |  |
| 16. | Боље с́утра                           | 4:27    |  |
| 17. | Молим ђаволе                         | 4:52    |  |